# Campeonato Mundial de Ciclismo em Estrada de 1959
Os Campeonatos do mundo de ciclismo em estrada de 1959 celebrou-se na localidade neerlandesa de Zandvoort a 16 de agosto de 1959.

## Resultados
| Evento                       | Ouro                                   | Ouro           | Prata                               | Prata | Bronze                             | Bronze |
| ---------------------------- | -------------------------------------- | -------------- | ----------------------------------- | ----- | ---------------------------------- | ------ |
| Provas masculinas            |                                        |                |                                     |       |                                    |        |
| Homens - carreira em linha   | André Darrigade · França               | 7 h 30 min 43s | Michele Gismondi · Itália           | m.t.  | Noël Foré · Bélgica                | m.t.   |
| Amador - carreira em linha   | Gustav-Adolf Schur · Alemanha Oriental | 4h 39' 02"     | Bastiaan Maliepaard · Países Baixos | m.t.  | Constant Goossens · Bélgica        | + 6"   |
| Provas femininas             |                                        |                |                                     |       |                                    |        |
| Mulheres - carreira em linha | Yvonne Reynders · Bélgica              | 1h 53' 32"     | Aina Pouronen · União Soviética     | m.t.  | Vera Gorbatcheva · União Soviética | m.t.   |